# Дожимная насосная станция
Дожимная насосная станция (сокр. ДНС) — технологическая часть системы сбора нефти и газа на промыслах и их последующей транспортировки.
Оборудование ДНС, прежде всего насосы, сообщает нефти и газу дополнительный напор, необходимый для их транспортирования в направлении высоконапорных участков через системы сбора и подготовки.
Функционирование дожимной насосной станции регламентируется двумя нормативными документами. Это технологическая схема и технический регламент. Они утверждаются техническим руководителем предприятия по добыче и транспортировке нефти и газа.
Как правило, ДНС применяются на отдалённых месторождениях. Необходимость применения дожимных насосных станций обусловлена тем, что зачастую на таких месторождениях энергии нефтегазоносного пласта для транспортировки нефтегазовой смеси до УПСВ недостаточно.
Дожимные насосные станции выполняют также функции сепарации нефти от газа, очистки газа от капельной жидкости и последующей раздельной транспортировки углеводородов. Нефть при этом перекачивается центробежным насосом, а газ — под давлением сепарации. ДНС различаются по типам в зависимости от способности пропускать сквозь себя различные жидкости. Дожимная насосная станция полного цикла состоит при этом из буферной ёмкости, узла сбора и откачки утечек нефти, собственно насосного блока, а также группы свечей для аварийного сброса газа.
На нефтепромыслах нефть после прохождения групповых замерных установок принимается в буферные ёмкости с целью обеспечить равномерное поступление нефти к перекачивающему насосу. Лишь после прохождения данного технологического этапа нефть поступает в нефтепровод.